# Енергийна напитка
Енергийната напитка е вид напитка, съдържаща захар и стимулиращо вещество (обикновено кофеин). Акцентът им е върху осигуряването на психическо и физическо стимулиране (рекламирано като „енергия“, но различно от енергийна стойност). Тя може да е газирана или не и може да съдържа други подсладители, таурин и аминокиселини. Различни са от спортните напитки, които се рекламират като подобряващи спортното представяне.
Кафето, чаят и други естествени напитки с кофеин по принцип не се считат за енергийни напитки. Други безалкохолни напитки като колата могат да съдържат кофеин, но също не се считат за енергийни напитки. Според Европейския орган за безопасност на храните приемът на до 400 mg кофеин на ден не представлява риск за здравето на възрастен човек. Това се равнява на около 4 чаши кафе или 5 стандартни кена енергийна напитка.
Енергийните напитки притежават въздействието на кофеина и захарта, но не съществуват доказателства, че широкият им набор от други съставки има някакъв ефект. Като цяло, енергийните напитки въздействат върху когнитивността, повишавайки вниманието и времето за реакция, което се дължи главно на наличието на кофеин. Други проучвания приписват тези подобрения на ефективността на комбинираните съставки. Нямат въздействие върху мускулната сила или издръжливостта.
Енергийните напитки често се свързват с риск за здравето, като например повишена степен на самонараняване при комбинация с алкохол, а прекомерната или редовна консумация може да доведе до сърдечни или психиатрични проблеми. Сред чувствителните хора към енергийните напитки се нареждат децата, бременните, състезателните атлети и хората със сърдечни проблеми.

## Употреба
Енергийните напитки предоставят въздействието на кофеина, заедно с ефектите на другите съставки, които съдържат. Здравните експерти потвърждават, че кофеинът в енергийните напитки повишава вниманието. Консумацията на алкохолни напитки с енергийни напитки е честа практика, особено сред студентите. Алкохолната индустрия напоследък понася критики за маркетинга на комбинацията на алкохол с енергийни напитки. Съчетаването на двете изостря ефектите на алкохола и представлява риск за здравето.
Няма твърди доказателства, че другите съставки в енергийните напитки предоставят допълнително благоприятно въздействие, макар често да се рекламира, че те имат уникални благоприятни качества. Хранителните добавки в енергийните напитки могат да притежават полезни свойства, което например се отнася за витамин B12, но никое от твърденията за използване на добавки за подобряване на здравето у хората не са научно проверени. Маркетингът на енергийните напитки е най-вече фокусиран върху тийнейджърите, като производителите спонсорират или рекламират екстремни спортове и музикални концерти. Така се таргетира младото население чрез каналите на социалните медии.

## Въздействие
Енергийните напитки притежават въздействието на кофеина и захарта, но няма доказателства за въздействие от останалите им съставки. По-голямата част от ефекта на енергийните напитки (повишено внимание и скорост на реакциите) се дължи на кофеина.
Приемът на 400 mg кофеин на ден се счита за безопасен от Европейския орган за безопасност на храните. Страничните ефекти, свързвани с консумацията на кофеин над 400 mg, включват нервност, безсъние, повишено уриниране, аритмия и диспепсия. Възможно е и разширяване на зениците. Повечето компании за енергийни напитки упоменават дозата кофеин на етикета.

### С алкохол
Комбинирането на кофеин и алкохол може да изостри пораженията на алкохола. Енергийните напитки могат да замаскират въздействието на алкохола и човек може да добие грешна представа за това колко алкохол е изпил. Тъй като и кофеинът, и алкохолът се диуретици, комбинираната им употреба повишава риска от дехидратация, а смесването на стимулант (кофеин) и депресант (алкохол) изпраща объркани сигнали към нервната система и може да доведе до сърцебиене. Макар някои хора да пият енергийни напитки с алкохол, за да забавят алкохолната интоксикация, други го правят, за да прикрият вкуса на алкохола. Въпреки това при достатъчно високи дози алкохол енергийните напитки не могат да прикрият ефектите на пияното състояние.

### Здравословни проблеми
Прекомерната или редовна консумация на енергийни напитки може да доведе до проблеми със сърцето, като например аритмия и инфаркт, както и до психиатрични състояния като тревожност и фобии. В Европа енергийните напитки, съдържащи таурин и кофеин, са довеждали до смъртни случаи при атлети. Според изследване от 2017 г. съдържанието на кофеин не е единственият фактор, а коктейлът от други съставки прави енергийните напитки по-опасни от останалите напитки, съдържащи само кофеин.

## История
Енергийните напитки са активно подразделение на ранната индустрия за безалкохолни напитки. Така например „Пепси“ първоначално се рекламира като енергийна напитка. Името на Кока-Кола произлиза от двете ѝ активни съставки, и двете известни стимуланти: листа от кока и ядки от кола (източник на кофеин). Листата от кока са заменени с други стимуланти през 1904 г. поради проблемите с употребата на кокаин в хранителни продукти. През 1916 г. федерално дело принуждава компанията „Кока-Кола“ да намали кофеина в напитката си. Този развой на събитията довежда до края на първата вълна енергийни напитки.
Във Великобритания „Лукозад“ първоначално е въведен през 1929 г. като медицинска напитка, подпомагаща възстановяването. Към началото на 80-те години на XIX век тя се рекламира като енергийна напитка за „възстановяване на загубена енергия“. През 1949 г. в САЩ е създадена напитката „Д-р Енуф“, съдържаща витамини от група B, кофеин и захар от тръстика. В Япония енергийните напитки започват да се появяват в началото на 60-те години на XX век, с пускане на пазара на „Липовитан“. В Япония продуктите от този тип не приличат на безалкохолни напитки, а се продават в малки кафяви стъклени бутилки или кенчета. Техният таргет са главно усърдните японски работници. В Южна Корея напитката „Бакхус-F“ е направена по образец на „Липовитан“, появява се по същото време и е насочена към същия дял от населението.
През 1985 г. е въведена „Джолт Кола“ в САЩ, като маркетинговата ѝ стратегия е фокусирана върху съдържанието на кофеин в напитката. През 1995 г. компанията „Пепси“ пуска на пазара „Джоста“, което е първата енергийна напитка от крупна компания за напитки с главен интерес извън този пазар. Продуктът е спрян през 1999 г. По-късно „Пепси“ се връща на пазара с енергийната напитка „AMP Енерджи“.
В Европа през 1987 г. е въведена световноизвестната енергийна напитка „Ред Бул“ от австриеца Дитрих Матешиц. Той я разработва на базата на тайландската напитка „Кратинг Даенг“, която от своя страна е направена на основата на „Липовитан“. В днешно време „Ред Бул“ е една най-големите марки енергийни напитки по света.
В Австралия и Нова Зеландия водещата енергийна напитка е V. Тя представлява 60% от пазара в този регион.
От 2002 г. насам се наблюдава тенденция за опаковане в енергийните напитки във все по-големи кенове. В някои страни съществува ограничение върху максималното количество кофеин на порция в енергийните напитки, така че производителите включват по-голямо количество кофеин чрез множество порции в кена. Популярни марки като „Ред Бул“, „Монстър“ и „Хайп“ са увеличи размера на кеновете си.
През 2007 г. са въведени прахове и разтворими таблетки, които могат да се добавят към вода, за да се получи енергийна напитка.

## Химия
По принцип енергийните напитки съдържат метилксантини (включително кофеин), витамини от група B, газирана вода и високо-фруктозен сироп от царевица. Други често използвани съставки са: гуарана, йерба мате, асаи и таурин плюс различни форми на женшен, малтодекстрин, инозитол, карнитин, креатин, глюкуронолактон, сукралоза и гинко билоба.
Проучване е установило, че различните енергийни напитки съдържат между 6 и 242 mg кофеин на порция. Захарта в енергийните напитки има енергийна стойност, която може да се използва от човешкото тяло.